# The Family Tyrant
The Family Tyrant è un cortometraggio muto del 1912 diretto da George Melford. I protagonisti erano interpretati da Carlyle Blackwell e Alice Joyce.

## Produzione
Il film, prodotto dalla Kalem Company, fu girato a Glendale, in California.

## Distribuzione
Distribuito dalla General Film Company, il film - un cortometraggio in una bobina - uscì nelle sale statunitensi il 29 luglio 1912,